# Округ Бентон (Мисисипи)
Округ Бентон (енгл. Benton County) је округ у америчкој савезној држави Мисисипи.

## Демографија
По попису из 2010. године број становника је 8.729, што је 703 (8,8%) становника више него 2000. године.
| Група             | 2000.         | 2010.         |
| Белци             | 4.936 (61,5%) | 5.229 (59,9%) |
| Афроамериканци    | 2.950 (36,8%) | 3.252 (37,3%) |
| Азијати           | 4 (0,0%)      | 6 (0,1%)      |
| Хиспаноамериканци | 84 (1,0%)     | 148 (1,7%)    |
| Укупно            | 8.026         | 8.729         |